# Yez Yez Yo
Yez Yez Yo – polska grupa muzyczna wykonująca hip-hop. Powstała w 1995 roku w Krakowie. Dwa lata później zespół podpisał kontrakt wydawniczy z wytwórnią Warner Music Poland. Jednakże w wyniku wywieranego przez firmę nacisku na zespół, w tym na wizerunek umowa została rozwiązana. W efekcie zespół zakończył działalność w 1997 roku. W 2001 roku zespół został reaktywowany. Przez kolejne dwa lata grupa dała szereg koncertów w kraju. Skład wystąpił m.in. na Festiwalu w Giżycku, gdzie zajął drugie miejsce. W międzyczasie ukazał się pierwszy nielegal 3Y pt. Yez yez yo.
Na początku 2004 roku formacja podpisała kontrakt z wytwórnią Doperacja. Nakładem oficyny, także w 2004 roku ukazał się debiut zespołu Z archiwum y. Gościnnie w nagraniach wzięli udział m.in. Małolatki, El Sancho, Wysoki Lot, Aura, Juree, a także Wojtas, znany z występów w składzie Wzgórze Ya-Pa 3. Materiał był promowany teledyskiem do utworu "Rachunek sumienia". Piosenka dotarła do 1. miejsca listy Hop Bęc nadawanej przez rozgłośnię RMF Maxxx.
W 2008 roku nakładem Pokazz Records ukazał się singel To ona 3Y. Następnie w formie digital downlad został wydany album Rap na ulicach/Zgadnij kto wraca. W 2009 roku ukazał się kolejny album zespołu zatytułowany Trzecia część. Gościnnie na albumie wystąpili m.in. Onar, Chada oraz Pih. Płyta była promowana teledyskami do utworów "Trendowaty", "Wszystko co mam" i "Pokazz styl".

## Dyskografia
- Yez yez yo (2003, nielegal)[11]
- Z archiwum y (2004, Doperacja/Sony Music)[12]
- To ona (2008, singel, Pokazz Records)[13]
- Rap na ulicach/Zgadnij kto wraca (2008, Pokazz Records)[14]
- Trzecia część (2009, Pokazz Records)[15]
- 10 pięter (2014, Fonografika)[16]